# كايروس (أسطورة)

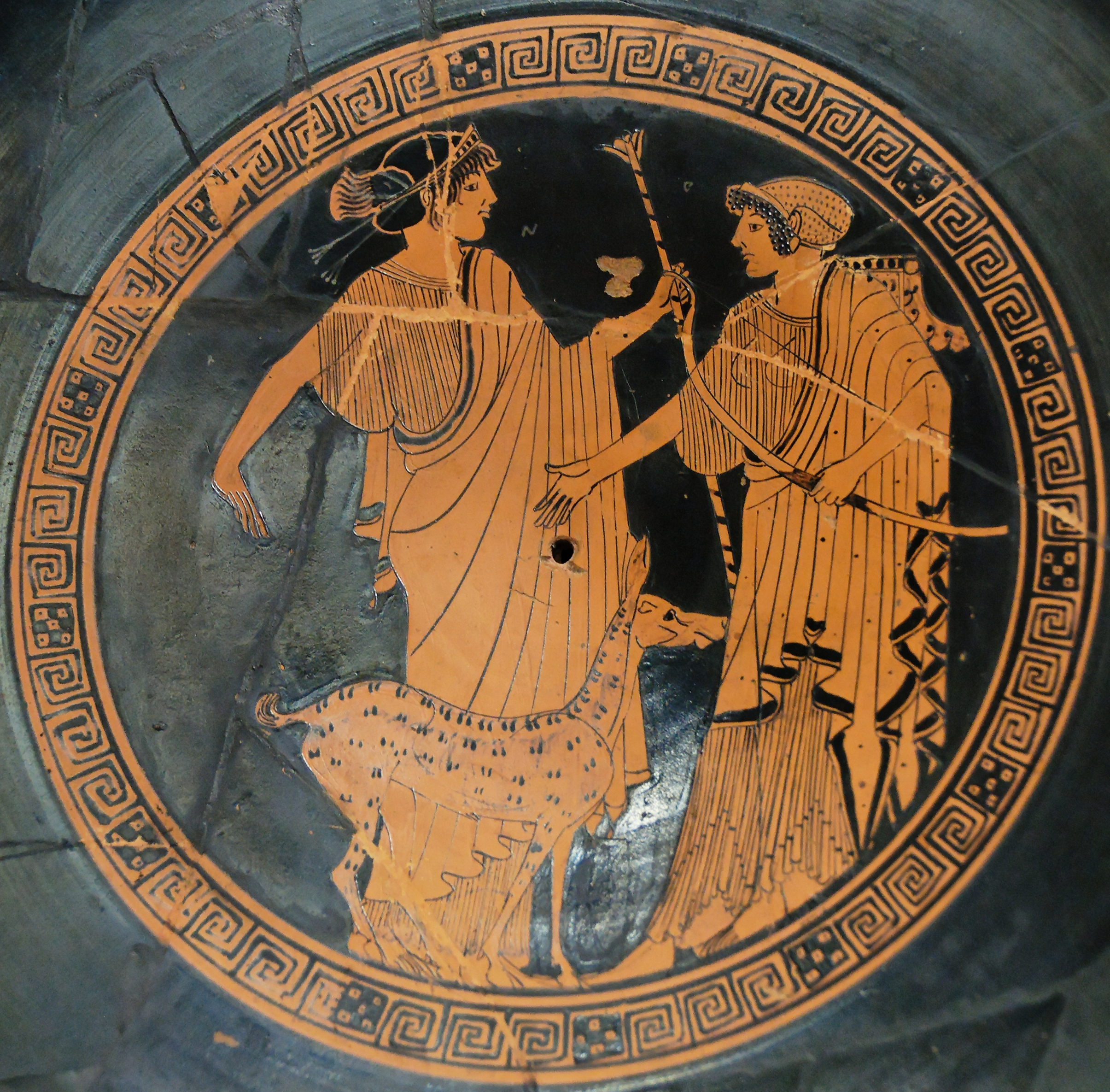

كايروس (بالإنجليزية: Caerus)‏ في الأساطير الإغريقية، وهو تشخيص إغريقي للحظة المناسبة، فتما تمثيلها في رأس أصلع باستثناء خصلة من الشعر عليه، ومعنى ذلك أن على المرء أن ينتهز الفرص المناسبة وينتزعها انتزاعًا، وإلا فوت عليه الحظ السعيد.